# Partecipanti alla Figueira Champions Classic 2025
Elenco dei partecipanti alla Figueira Champions Classic 2025.
La Figueira Champions Classic 2025 è stata la terza edizione della corsa. Alla competizione presero parte 23 squadre: 10 con licenza UCI World Tour 2025, 4 UCI ProTeam e 9 UCI Continental Team.
Partenza con 155 ciclisti accreditati.

## Corridori per squadra
Nota: R ritirato, NP non partito, FT fuori tempo, SQ squalificato
| Soudal Quick-Step                | Soudal Quick-Step                | Soudal Quick-Step                | UAE Team Emirates XRG          | UAE Team Emirates XRG          | UAE Team Emirates XRG          | Lidl-Trek                             | Lidl-Trek                             | Lidl-Trek                             |
| -------------------------------- | -------------------------------- | -------------------------------- | ------------------------------ | ------------------------------ | ------------------------------ | ------------------------------------- | ------------------------------------- | ------------------------------------- |
| N°                               | Ciclista                         | Clas.                            | N°                             | Ciclista                       | Clas.                          | N°                                    | Ciclista                              | Clas.                                 |
| 1                                | Gil Gelders                      | 33°                              | 11                             | João Almeida                   | 16°                            | 21                                    | Sam Oomen                             | 21°                                   |
| 2                                | Yves Lampaert                    | 51°                              | 12                             | Jan Christen                   | 14°                            | 22                                    | Tao Geoghegan Hart                    | 25°                                   |
| 3                                | Paul Magnier                     | 2°                               | 13                             | Ugo Fabries                    | 77°                            | 23                                    | Mathias Vacek                         | 3°                                    |
| 4                                | Martin Svrček                    | R                                | 14                             | Felix Großschartner            | 81°                            | 24                                    | Carlos Verona                         | 40°                                   |
| 5                                | Dries Van Gestel                 | 68°                              | 15                             | Julius Johansen                | 125°                           | 25                                    | Jakob Söderqvist                      | R                                     |
| 6                                | Ilan Van Wilder                  | 27°                              | 16                             | António Morgado                | 1°                             | 26                                    | Louis Leidert                         | 90°                                   |
| 7                                | Warre Vangheluwe                 | R                                | 17                             | Enea Sambinello                | 47°                            | 27                                    | Jacopo Mosca                          | 64°                                   |
| Alpecin-Deceuninck               | Alpecin-Deceuninck               | Alpecin-Deceuninck               | Ineos Grenadiers               | Ineos Grenadiers               | Ineos Grenadiers               | EF Education-EasyPost                 | EF Education-EasyPost                 | EF Education-EasyPost                 |
| N°                               | Ciclista                         | Clas.                            | N°                             | Ciclista                       | Clas.                          | N°                                    | Ciclista                              | Clas.                                 |
| 31                               | Tobias Bayer                     | 69°                              | 41                             | Laurens De Plus                | 35°                            | 51                                    | Neilson Powless                       | 23°                                   |
| 32                               | Gal Glivar                       | 37°                              | 42                             | Tobias Foss                    | R                              | 52                                    | Michael Valgren                       | 39°                                   |
| 33                               | Quinten Hermans                  | 7°                               | 43                             | Filippo Ganna                  | 29°                            | 53                                    | James Shaw                            | 88°                                   |
| 34                               | Juri Hollmann                    | 74°                              | 44                             | Artem Shmidt                   | R                              | 54                                    | Mikkel Honoré                         | 30°                                   |
| 35                               | Jimmy Janssens                   | 89°                              | 45                             | Samuel Watson                  | 4°                             | 55                                    | Rui Costa                             | 5°                                    |
| 36                               | Stan Van Tricht                  | 110°                             | 47                             | Geraint Thomas                 | 65°                            | 56                                    | Madis Mihkels                         | 76°                                   |
| 37                               | Luca Vergallito                  | 24°                              |                                |                                |                                | 57                                    | Kasper Asgreen                        | 20°                                   |
| Team Picnic PostNL               | Team Picnic PostNL               | Team Picnic PostNL               | Movistar Team                  | Movistar Team                  | Movistar Team                  | Intermarché-Wanty                     | Intermarché-Wanty                     | Intermarché-Wanty                     |
| N°                               | Ciclista                         | Clas.                            | N°                             | Ciclista                       | Clas.                          | N°                                    | Ciclista                              | Clas.                                 |
| 61                               | Romain Bardet                    | 12°                              | 71                             | Jefferson Cepeda               | 26°                            | 81                                    | Vito Braet                            | 72°                                   |
| 62                               | Frank van den Broek              | 79°                              | 72                             | Ruben Guerreiro                | 9°                             | 82                                    | Biniam Girmay                         | 6°                                    |
| 63                               | Romain Combaud                   | 63°                              | 73                             | Nelson Oliveira                | 38°                            | 83                                    | Alexander Kamp                        | R                                     |
| 64                               | John Degenkolb                   | 78°                              | 75                             | Diego Pescador                 | 55°                            | 84                                    | Lorenzo Rota                          | 10°                                   |
| 66                               | Casper van Uden                  | 60°                              | 76                             | Natnael Tesfatsion             | 22°                            | 85                                    | Jonas Rutsch                          | 70°                                   |
| 67                               | Bram Welten                      | 126°                             |                                |                                |                                | 86                                    | Halvor Dolven                         | R                                     |
|                                  |                                  |                                  | 87                             | Tobias Müller                  | 100°                           |                                       |                                       |                                       |
| Cofidis                          | Cofidis                          | Cofidis                          | Tudor Pro Cycling Team         | Tudor Pro Cycling Team         | Tudor Pro Cycling Team         | Caja Rural-Seguros RGA                | Caja Rural-Seguros RGA                | Caja Rural-Seguros RGA                |
| N°                               | Ciclista                         | Clas.                            | N°                             | Ciclista                       | Clas.                          | N°                                    | Ciclista                              | Clas.                                 |
| 91                               | Ion Izagirre                     | 41°                              | 101                            | Julian Alaphilippe             | 8°                             | 111                                   | Joan Bou                              | R                                     |
| 92                               | Jesús Herrada                    | 32°                              | 102                            | Robin Froidevaux               | 127°                           | 112                                   | Abner González                        | 120°                                  |
| 93                               | Emanuel Buchmann                 | 50°                              | 103                            | Jacob Eriksson                 | R                              | 113                                   | Calum Johnston                        | 49°                                   |
| 94                               | Clément Izquierdo                | 75°                              | 104                            | Florian Stork                  | SQ                             | 114                                   | Jakub Otruba                          | 93°                                   |
| 95                               | Dylan Teuns                      | 13°                              | 105                            | Yannis Voisard                 | 36°                            | 115                                   | Gorka Sorarrain                       | 45°                                   |
| 96                               | Benjamin Thomas                  | 31°                              | 106                            | Robin Donzé                    | 67°                            | 116                                   | Javier Ibanez                         | 92°                                   |
|                                  |                                  |                                  | 107                            | Arno Wallenborn                | 104°                           | 117                                   | Jan Castellon                         | 44°                                   |
| Equipo Kern Pharma               | Equipo Kern Pharma               | Equipo Kern Pharma               | Euskaltel-Euskadi              | Euskaltel-Euskadi              | Euskaltel-Euskadi              | Anicolor-Tien 21                      | Anicolor-Tien 21                      | Anicolor-Tien 21                      |
| N°                               | Ciclista                         | Clas.                            | N°                             | Ciclista                       | Clas.                          | N°                                    | Ciclista                              | Clas.                                 |
| 121                              | Urko Berrade                     | 18°                              | 131                            | Jordi López                    | 54°                            | 141                                   | Artëm Nyč                             | 84°                                   |
| 122                              | Iván Cobo                        | 28°                              | 132                            | Víctor de la Parte             | 115°                           | 142                                   | Rafael Reis                           | 95°                                   |
| 123                              | Unai Iribar                      | 11°                              | 133                            | Jon Agirre                     | 15°                            | 143                                   | Rubén Fernández                       | 83°                                   |
| 124                              | Jorge Gutiérrez                  | 17°                              | 134                            | Nicolás Alustiza               | R                              | 144                                   | Harrison Wood                         | 66°                                   |
| 125                              | Hugo Aznar                       | 42°                              | 135                            | Txomin Juaristi                | 19°                            | 145                                   | Alexis Guérin                         | 48°                                   |
| 126                              | Diego Uriarte                    | R                                | 136                            | Jokin Murguialday              | 82°                            | 146                                   | Gonçalo Oliveira                      | 113°                                  |
| 127                              | Nil Gimeno                       | 96°                              | 137                            | Ander Ganzabal                 | 53°                            | 147                                   | Tiago Santos                          | R                                     |
| Feirense-Beeceler                | Feirense-Beeceler                | Feirense-Beeceler                | Efapel Cycling                 | Efapel Cycling                 | Efapel Cycling                 | Aviludo-Louletano-Loulé Concelho      | Aviludo-Louletano-Loulé Concelho      | Aviludo-Louletano-Loulé Concelho      |
| N°                               | Ciclista                         | Clas.                            | N°                             | Ciclista                       | Clas.                          | N°                                    | Ciclista                              | Clas.                                 |
| 151                              | Ivo Pinheiro                     | 105°                             | 161                            | Tiago Antunes                  | 34°                            | 171                                   | Nicolás Tivani                        | 56°                                   |
| 152                              | Byron Munton                     | 80°                              | 162                            | André Carvalho                 | 124°                           | 172                                   | Tomás Contte                          | 58°                                   |
| 153                              | Diogo Gonçalves                  | 106°                             | 163                            | Pedro Castro Pinto             | FT                             | 173                                   | David Domínguez                       | 43°                                   |
| 154                              | Diogo Oliveira                   | R                                | 164                            | António Ferreira               | 123°                           | 174                                   | Jesús del Pino                        | 98°                                   |
| 155                              | José Borges                      | R                                | 165                            | Pedro Pinto                    | 87°                            | 175                                   | Carlos Oyarzún                        | 99°                                   |
| 156                              | Fábio Oliveira                   | R                                | 166                            | Joaquim Silva                  | 86°                            | 176                                   | Claudio Leal                          | 114°                                  |
| 157                              | Victor De Paula                  | 102°                             | 167                            | Keegan Swirbul                 | 85°                            | 177                                   | Jorge Galvez Lopez                    | 94°                                   |
| Credibom-LA Alumínios-Marcos Car | Credibom-LA Alumínios-Marcos Car | Credibom-LA Alumínios-Marcos Car | Rádio Popular-Paredes-Boavista | Rádio Popular-Paredes-Boavista | Rádio Popular-Paredes-Boavista | AP Hotels & Resorts-Tavira-SC Farense | AP Hotels & Resorts-Tavira-SC Farense | AP Hotels & Resorts-Tavira-SC Farense |
| N°                               | Ciclista                         | Clas.                            | N°                             | Ciclista                       | Clas.                          | N°                                    | Ciclista                              | Clas.                                 |
| 181                              | Emanuel Duarte                   | 61°                              | 191                            | Lucas Lopes                    | 57°                            | 201                                   | Delio Fernández                       | 91°                                   |
| 182                              | Alexandre Montez                 | 103°                             | 192                            | Alberto Álvarez                | 121°                           | 202                                   | Diogo Barbosa                         | R                                     |
| 183                              | Diogo Narciso                    | R                                | 193                            | Hélder Gonçalves               | 59°                            | 203                                   | Miguel Salgueiro                      | 101°                                  |
| 184                              | Hugo Nunes                       | 46°                              | 194                            | João Martins                   | R                              | 204                                   | Guilherme Mestre                      | R                                     |
| 185                              | Duarte Domingues                 | 71°                              | 195                            | César Fonte                    | 52°                            | 205                                   | Diogo Pinto                           | R                                     |
| 186                              | Diogo Pinto                      | 117°                             | 196                            | Gonçalo Amado                  | 118°                           | 207                                   | Francisco Campos                      | FT                                    |
| 187                              | João Medeiros                    | 122°                             | 197                            | Rafael Durães                  | 108°                           |                                       |                                       |                                       |
| GI Group Holding-Simoldes-UDO    | GI Group Holding-Simoldes-UDO    | GI Group Holding-Simoldes-UDO    | Tavfer–Ovos Matinados–Mortágua | Tavfer–Ovos Matinados–Mortágua | Tavfer–Ovos Matinados–Mortágua |                                       |                                       |                                       |
| N°                               | Ciclista                         | Clas.                            | N°                             | Ciclista                       | Clas.                          |                                       |                                       |                                       |
| 211                              | Miquel Valls Alemany             | 97°                              | 221                            | Bruno Silva                    | R                              |                                       |                                       |                                       |
| 212                              | Cesar David Guavita              | 73°                              | 222                            | Francisco Morais               | 116°                           |                                       |                                       |                                       |
| 213                              | Rui Carvalho                     | 62°                              | 223                            | Francisco Alves                | R                              |                                       |                                       |                                       |
| 214                              | José Miguel Moreira              | 112°                             | 224                            | Rafael Barbas                  | 107°                           |                                       |                                       |                                       |
| 215                              | Noah Campos                      | 111°                             | 225                            | Lois Dejesus                   | R                              |                                       |                                       |                                       |
| 216                              | André Ribeiro                    | 109°                             | 226                            | Gonçalo Carvalho               | 119°                           |                                       |                                       |                                       |
| 217                              | Andrey André                     | R                                | 227                            | Guilherme Lino                 | R                              |                                       |                                       |                                       |